# صامويل بيتيت
صامويل بيتيت (12 نوفمبر 1994 بريبنتينيي في كندا - ) هو لاعب كرة قدم كندي في مركز الوسط. شارك مع منتخب كندا تحت 17 سنة لكرة القدم ومنتخب كندا تحت 20 سنة لكرة القدم ومنتخب كندا لكرة القدم. أما مع النوادي، فقد لعب مع ديبورتيفو فابريل وراسينغ فيرول وفورتونا دوسلدورف.

## وصلات خارجية
- صامويل بيتيت على موقع الاتحاد الدولي (مؤرشف)  (الإنجليزية)
- صامويل بيتيت على موقع الدوري الأمريكي (الإنجليزية)
- صامويل بيتيت على موقع قاعدة بيانات كرة القدم.إي يو (الإنجليزية)
- صامويل بيتيت على موقع بيانات كرة القدم. دي إي (الألمانية)
- صامويل بيتيت على موقع ناشيونال فوتبول تيمز (الإنجليزية)
- صامويل بيتيت على موقع Soccerway.com (الإنجليزية)
- صامويل بيتيت على موقع عالم كرة القدم.نت (الإنجليزية)